# درم (پوست)
دِرم یا دِرمیس (به انگلیسی: Dermis) در کالبدشناسی به لایه‌ای از پوست گفته می‌شود که زیر اپیدرم قرار دارد.
درم به همراه اپیدرم، تشکیل پوست بدن را می‌دهند. پوست حقیقی دارای دو بخش سطحی‌تر پاپیلاری (منطقه B در شکل) و عمقی‌تر رتیکولار (منطقه C در شکل) است. پوست حقیقی بین روپوست و زیرپوست (هیپودرم، بافت همبند زیر پوست) قرار دارد. بین روپوست و پوست حقیقی لایه غشای قاعده‌ای یا بازال (basement membrane) قرار دارد. گیرنده‌های حسی پوست، غدد عرق، فولیکول مو، غدد سباسه، غدد آپوکرین، عروق خونی و لنفی همه در درم هستند.

## نگارخانه
- Epidermis and dermis of human skin
- Cross-section of all skin layers
- Illustration of epidermal layers

A graphic representation of the interface between پوست epithelium and the underlying connective tissue. Zone B, indicating the region of overlapping projections of epithelium and connective tissue, is the papillary dermis. Zone C, indicating the region of dermis that lies immediately subjacent to the interdigitations of epithelium, is the reticular dermis.